# Oratorio dell'Annunciazione
L'oratorio dell'Annunciazione della Beata Vergine Maria, comunemente chiamato Chiesetta Revese, è una piccola chiesa di Brendola, in provincia di Vicenza.

## Storia

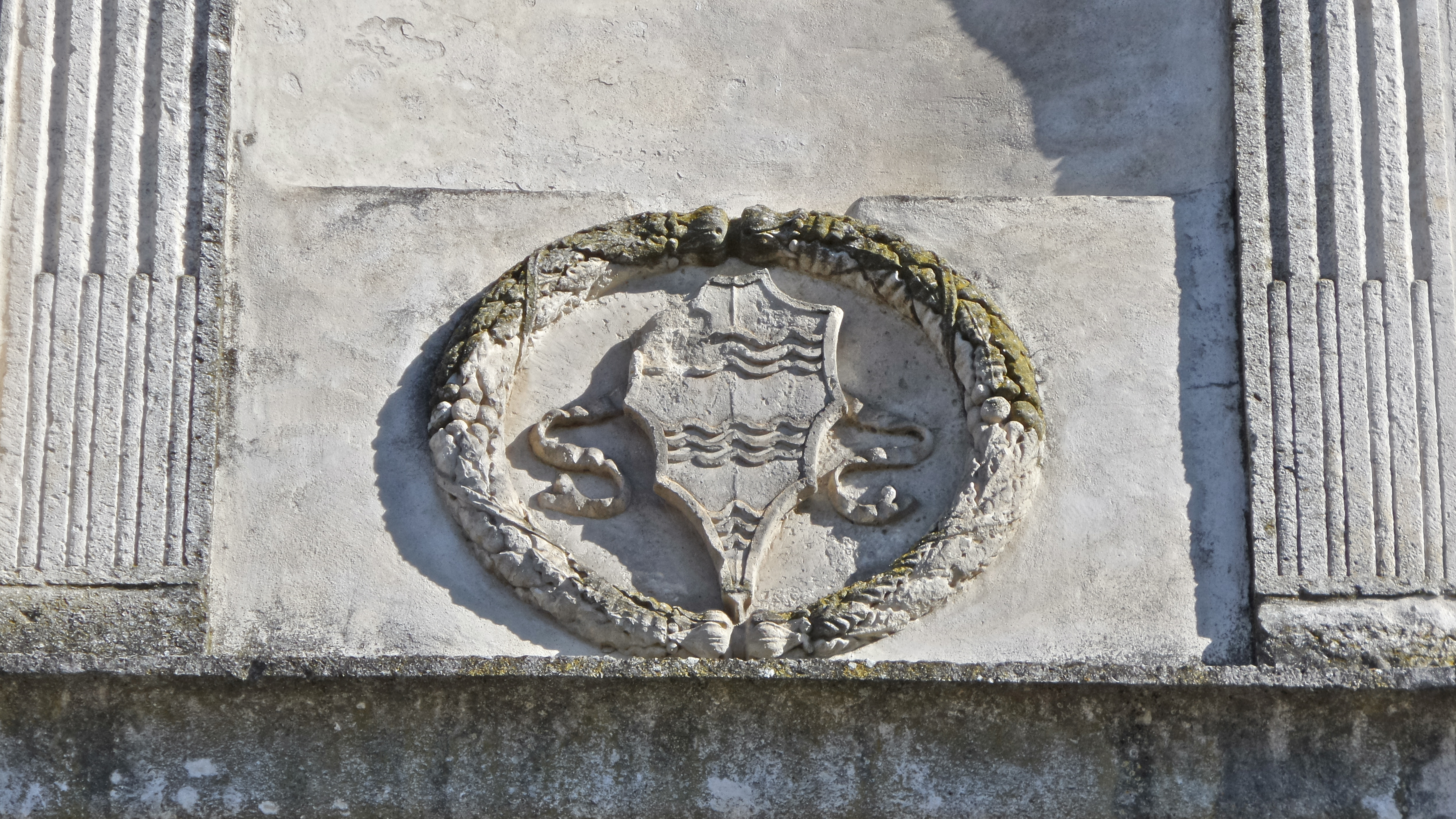
Lo stemma dei Revese, scolpito nella facciata dell'oratorio, sopra il rosone

L'origine dell'oratorio è incerta. Il territorio su cui è edificato è storicamente appartenuto alla famiglia Revese, almeno dal Trecento al 1888, con la morte dell'ultimo discendente. L'incertezza è dovuta al fatto che una lapide murata a destra della facciata riporta:
Non è possibile che l'edificio ora visibile sia stato costruito nel 1446: l'architetto cui è attribuito, Alvise Lamberti da Montagnana, non era ancora nato in quell'anno; anche lo stile architettonico non corrisponde a tale periodo storico. Un atto notarile rinvenuto inoltre recita:
Quindi la chiesetta aveva il solo scopo di celebrare la funzione, restando comunque sottoposta alla parrocchiale di San Michele. L'ipotesi più probabile è che nel 1446 sia stata costruita una piccola cappella privata, molto rudimentale, dopodiché con il permesso del vicario è stato realizzato l'oratorio oggi visibile.
L'edificio è stato quindi realizzato dopo il 1485, su una preesistente base della prima metà del Quattrocento, e terminato tra il 1490 e il 1492. Come già detto, gran parte di esso fu ideato dal Lamberti, sebbene alcune scelte architettoniche, come le archeggiate esterne laterali, siano di Lorenzo da Bologna.
La prima visita pastorale avvenne il 24 settembre 1566 dal vicario generale; successivamente vi fa visita il vescovo Michele Priuli il 15 ottobre 1583.

### Interventi successivi
Nel 1989 il comune di Brendola avvia la pratica di acquisto dell'edificio, conclusasi un anno dopo. L'oratorio presentava segni di degrado, dovuti soprattutto alla decadenza della famiglia Revese che ha lasciato in stato di abbandono la chiesetta per due secoli. Nel 1991 il Ministero per i beni culturali e ambientali approva un finanziamento di 100 milioni di lire per il restauro degli affreschi interni e per la pulizia della facciata; l'anno successivo il comune e alcuni enti privati provvedono al restauro completo, concluso nel 1997.

## Descrizione

Pianta dell'oratorio

### Esterno
La chiesetta ha un deciso sviluppo verticale, con una terminazione trilobata, a testimoniare i residui dell'influenza gotica. La struttura presenta due ordini: il primo è evidenziato da un complesso di quattro pilastri lavorati ad intaglio con basamenti e capitelli, con al centro un piccolo portale; il secondo è formato da altri quattro pilastri atti a reggere tre arcate, sulle cui laterali si aprono delle finestre oblunghe, il tutto sormontato da quattro piccole guglie con croci in ferro battuto; al centro della facciata c'è lo stemma dei Revese: D'oro, a tre fasce ondate di verde. Sul lato destro (est) è presente una sacrestia, sviluppata su due piani, costruita probabilmente nel XVII secolo.

### Interno
La navata è ornata da conchiglie dipinte, mentre la decorazione ad affresco si ha solo nel presbiterio. Nell'arco trionfale c'è un'immagine poco leggibile, in cui sicuramente è raffigurato Cristo, affiancato da Maria Addolorata oppure da santa Caterina da Siena, anche se è più probabile la seconda perché ritenuta protettrice della famiglia dai Revese. Un altro affresco raffigura san Giovanni evangelista. Le scene affrescate sono inserite in un paesaggio locale, in cui è possibile riconoscere la chiesa di San Michele così come appariva nel Cinquecento.
Nelle vele della volta a crociera sono dipinte le figure dei quattro evangelisti, ora poco leggibili nonostante il restauro. Nelle due lunette laterali sono dipinti san Sebastiano vicino a un Revese, a sinistra, e san Rocco a destra. Ai lati dell'abside sono presenti due dei primissimi ornamenti aggiunti alla chiesetta: le statue dell'Angelo Annunziante e della Beata Vergine. In entrambe le pareti laterali è presente un ampio affresco che vede nella parte superiore angeli musicanti e sotto di essi, su sfondo monocromatico, delle arpie. Sulla facciata interna c'è una figura che rappresenta beata Eufrosina Revese. L'altare maggiore è dedicato a santa Caterina. Tutti gli affreschi sono attribuiti a Giovanni Buonconsiglio, realizzati alla fine degli anni 1520.
Nel pavimento, circa al centro della pianta, è posta la tomba di Lodovico Revese.